# Marina militare del popolo coreano
La Marina militare del popolo coreano (조선인민군 해군?, 朝鮮人民軍海軍?, Chosŏn inmin'gun haegunLR) è la componente marittima delle Forze armate della Corea del Nord.
Fondata all'indomani dell'indipendenza della Corea del Nord, la forza fu impiegata operativamente durante gli eventi della guerra di Corea; negli anni seguenti, poi, la Marina nordcoreana fu più volte coinvolta in scontri e scaramucce con unità della Corea del Sud lungo la contesa frontiera navale tra le due nazioni, come pure in azioni che hanno coinvolto imbarcazioni statunitensi e giapponesi.
A causa della quasi totale mancanza di informazioni e dati forniti in via ufficiale, è considerata una delle marine militari più segrete del mondo. Si tratta essenzialmente di una flotta costiera, equipaggiata con unità di superficie di medio-piccole dimensioni e numerosi sottomarini forniti da Unione Sovietica e Cina durante gli anni della guerra fredda e dalla tecnologia spesso antiquata; l'industria locale si è tuttavia dimostrata capace di progettare e realizzare varie classi di unità di concezione nazionale. Dal punto di vista organizzativo, la Marina risulta divisa in due diverse flotte che operano rispettivamente nel Mar Giallo e nel Mar del Giappone.

## Storia

### Fondazione e guerra di Corea
Il primo nucleo della marina militare nordcoreana nacque il 5 giugno 1946 come "Forza di Sicurezza Marittima" del Comitato popolare provvisorio della Corea del Nord, che all'epoca reggeva il territorio settentrionale della Corea sotto l'egida dell'Amministrazione civile sovietica occupante; il quartier generale della forza navale fu insediato inizialmente a Wŏnsan, ma nel dicembre del 1946 fu spostato a Pyongyang e l'unità fu rinominata "Pattuglia Navale". Un'accademia navale fu poi istituita a Wŏnsan nel giugno 1947 per curare, con l'assistenza sovietica, la formazione del primo corpo di ufficiali navali nordcoreani. Fino a quel momento posta sotto l'egida del Dipartimento degli affari interni del Comitato popolare della Corea del Nord, il 20 agosto 1949 la forza navale fu affidata alla direzione del Dipartimento della sicurezza nazionale della nuova Repubblica Popolare Democratica di Corea, divenuta autonoma dal controllo sovietico il 9 settembre 1948. Il 29 agosto 1949 la forza assunse la sua attuale denominazione di "Marina militare del popolo coreano".
Per quanto piccola ed equipaggiata solo di unità leggere fornite dall'Unione Sovietica, allo scoppio della guerra di Corea il 25 giugno 1950 la Marina nordcoreana surclassava numericamente e qualitativamente la sua corrispettiva sudcoreana (Daehanminguk Haegun): a fronte dei circa 7.000 uomini e 33 vascelli schierati dai sudcoreani, la forza navale di Pyongyang allineava 13.700 effettivi e 110 imbarcazioni di ogni tipo. La Marina nordcoreana fu molto attiva nei primi giorni di guerra: convogli di imbarcazioni civili requisite scortate da motosiluranti, cacciasommergibili e cannoniere compirono sbarchi di truppe lungo la costa orientale della penisola coreana a Gangneung e Samcheok, ma il tentativo da parte di un mercantile di sbarcare una forza nordcoreana nelle vicinanze dello strategico porto di Pusan fu sventato dall'unica unità navale sudcoreana di un certo valore, il cacciasommergibili ROKS Baekdusan, che affondò la nave nemica.

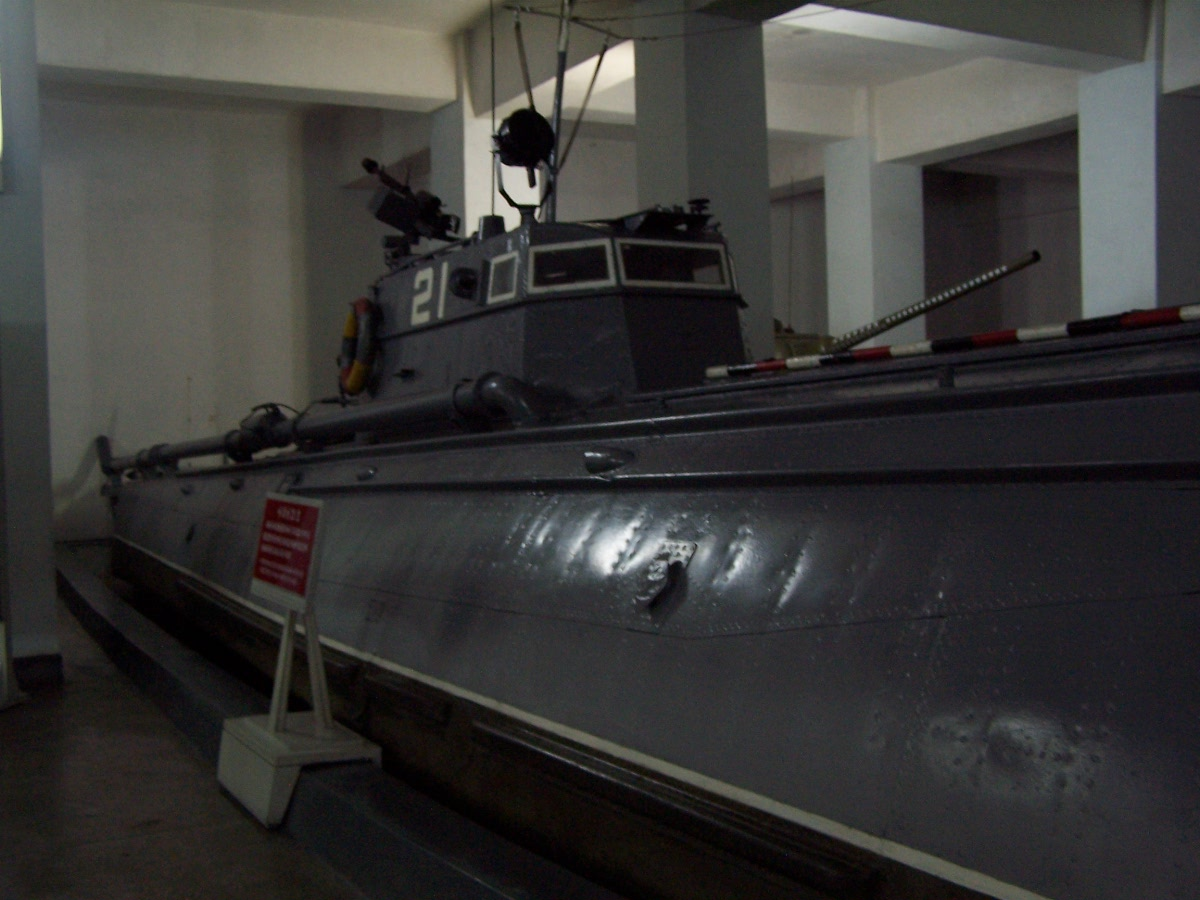
La torpediniera nordcoreana 21, classe G-5, in mostra al museo della guerra coreana a Pyongyang. Secondo la versione nordcoreana, l'unità avrebbe affondato l'incrociatore nello scontro del 2 luglio 1950, cosa in realtà impossibile visto che il Baltimore non operò mai durante la guerra di Corea.

L'intervento delle preponderanti forze navali delle Nazioni Unite eliminò ben presto la Marina nordcoreana dal conflitto. L'unica battaglia navale di un qualche rilievo della guerra di Corea si ebbe il 2 luglio 1950 al largo di Jumunjin: un convoglio nordcoreano, diretto a trasportare rifornimenti lungo la costa orientale della penisola, fu intercettato da una formazione navale anglo-statunitense forte di due incrociatori e una fregata, venendo distrutto nel corso di una breve battaglia con l'affondamento di due torpediniere classe G-5 di fabbricazione sovietica e di sette navi da trasporto. Dopo questa sconfitta le forze navali nordcoreane rinunciarono in partenza a contestare il controllo del mare al nemico: le superstiti unità da guerra della Marina di Pyongyang trovarono per gran parte rifugio nei porti cinesi e sovietici, e fino alla conclusione delle ostilità le uniche azioni sul mare furono scaramucce tra unità leggere sudcoreane che pattugliavano le acque costiere e navi da trasporto nordcoreane che tentavano di recapitare rifornimenti alle truppe schierate nel sud della penisola.

### Il periodo post-conflitto
La Marina militare del popolo coreano fu più volte impegnata in azione durante il lungo periodo di ostilità a bassa intensità tra Corea del Nord e Corea del Sud seguente l'armistizio di Panmunjeom, conclusivo della guerra di Corea. Anche la conflittualità con gli Stati Uniti si mantenne alta: il 23 gennaio 1968 torpediniere e cacciasommergibili nordcoreani catturarono la nave spia statunitense USS Pueblo al largo della costa orientale della Corea del Nord; l'equipaggio fu poi liberato nel dicembre seguente dopo lunghe trattative, ma la Pueblo è ancora conservata a Pyongyang come monumento.
Unità navali nordcoreane furono spesso coinvolte nello sbarco di sabotatori, incursori e spie lungo l'estesa linea costiera sudcoreana. Il 30 ottobre 1960 circa 120 incursori furono sbarcati lungo la costa meridionale della provincia di Gangwon, obbligando preponderanti forze sudcoreane a impegnarsi in una campagna di un mese prima di essere completamente sgominati. Il 17 settembre 1996 un sottomarino classe Sang-o nordcoreano finì incagliato lungo la costa a sud di Gangneung durante un tentativo di infiltrazione di una squadra di spie; l'equipaggio fu ucciso dai sudcoreani mentre tentava di fuggire via terra, e il battello venne catturato dalle forze di Seul. Il 20 novembre 1998 un battello nordcoreano fu individuato e catturato dai sudcoreani mentre tentava di sbarcare spie sull'isola di Ganghwa; il 17 dicembre seguente, invece, un battello da incursione semi-sommergibile nordcoreano venne localizzato dalle forze sudcoreane mentre tentava di sbarcare degli infiltrati nei pressi di Yeosu, finendo affondato con la perdita di tutto l'equipaggio.

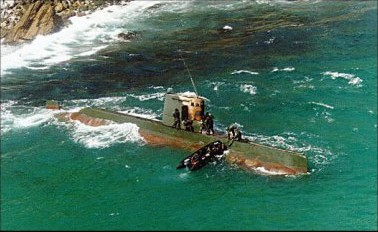
Il sottomarino classe Sang-o coinvolto nell'incidente del 17 settembre 1996 a Gangneung

Anche il Giappone si ritrovò coinvolto nelle operazioni di spionaggio navale di Pyongyang: il 22 dicembre 2001, nel corso della cosiddetta "battaglia di Amami-Ōshima", unità della Guardia costiera giapponese colarono a picco dopo un breve scontro una nave spia nordcoreana sorpresa a operare al largo delle coste nipponiche.
Un altro settore di costante conflittualità tra Corea del Nord e Corea del Sud si rivelò il confine navale tra le due nazioni nella zona occidentale della penisola (la cosiddetta "Northern Limit Line" o NLL), in particolare per quanto riguardava le acque attorno alle isole (controllate da Seul) di Yeonpyeong, Baengnyeong e Daecheong; frequenti furono gli sconfinamenti di navi civili delle due parti e i seguenti confronti tra le opposte unità da guerra delle due marine, talvolta sfociati in conflitti a fuoco. Tra il 7 e il 15 giugno 1999 vari pescherecci nordcoreani appoggiati da unità da guerra sconfinarono a sud del tracciato della NLL riconosciuto da Seul, portando a uno scontro armato con le navi pattuglia sudcoreane il 15 giugno (prima battaglia di Yeonpyeong) conclusosi con l'affondamento di una torpediniera nordcoreana e il danneggiamento di altre unità; un nuovo scontro tra pattugliatori nordcoreani e sudcoreani lungo la NLL si verificò il 29 giugno 2002 (seconda battaglia di Yeonpyeong), conclusosi questa volta con l'affondamento di un'unità di Seul e il danneggiamento di una unità di Pyongyang. Ancora il 10 novembre 2009 navi nordcoreane e sudcoreane si affrontarono a cannonate lungo la NLL, in uno scontro (battaglia di Daecheong) conclusosi con danni a unità delle due parti.
L'incidente più grave verificatosi lungo la NLL si ebbe il 26 marzo 2010, quando la corvetta sudcoreana ROKS Cheonan esplose e affondò con la morte di 46 membri dell'equipaggio; l'inchiesta successiva attribuì l'affondamento a un siluramento operato da un sottomarino nordcoreano, sebbene Pyongyang abbia sempre smentito ogni coinvolgimento nell'incidente

## Organizzazione e dottrina strategica

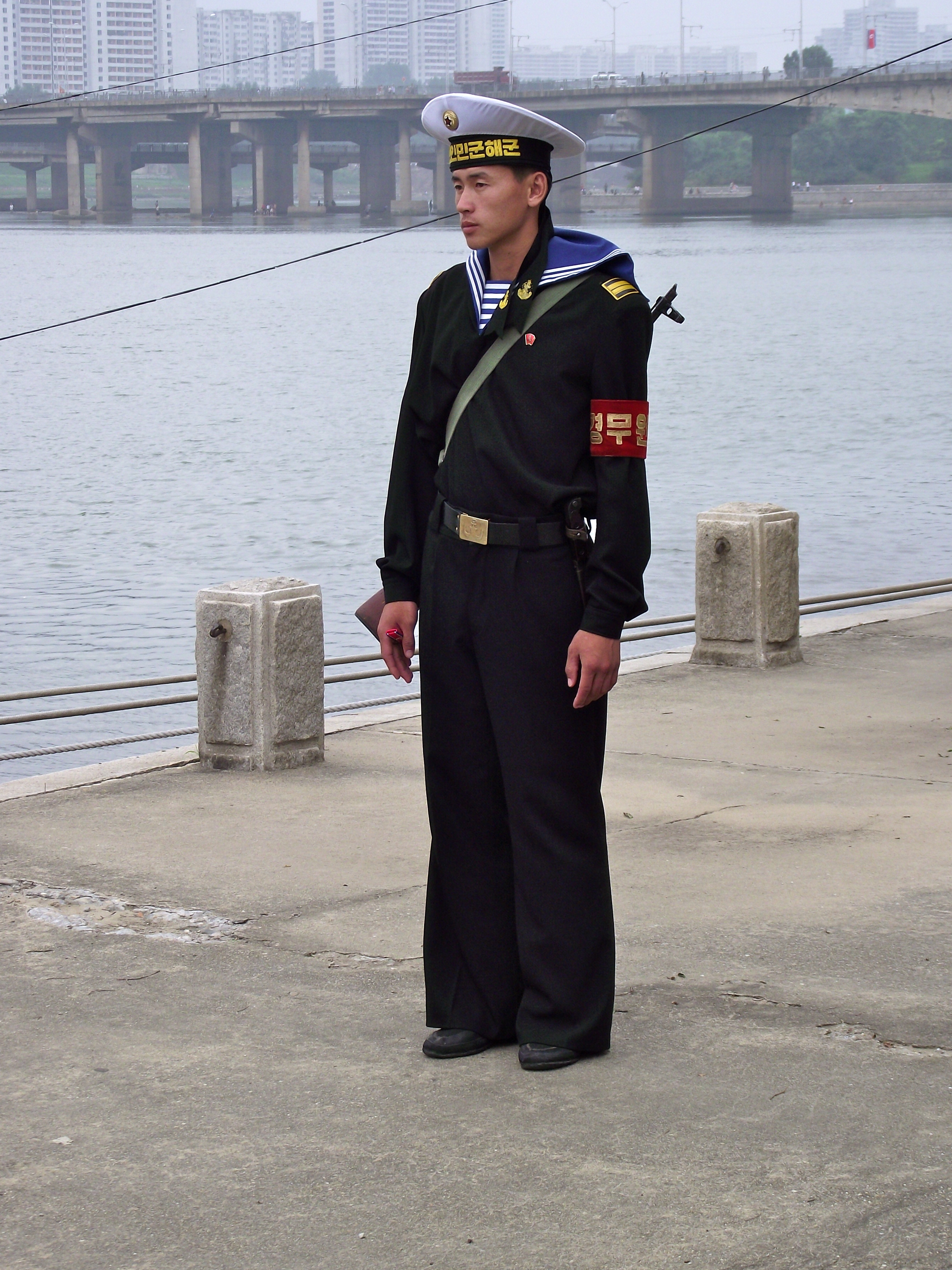
Un marinaio nordcoreano fotografato nel 2011

Con una forza di circa 46.000 effettivi in servizio e 65.000 riserve, la Marina militare del popolo coreano è una tipica brown water navy, ovvero una forza navale incapace di operare in mare aperto ed equipaggiata principalmente con unità leggere adatte solo alle acque costiere. La bassa qualità del naviglio, principalmente unità di epoca sovietica o loro copie prodotte localmente, è compensata tuttavia dalla notevole disponibilità numerica di imbarcazioni: la consistenza numerica è stimata in 430 unità da combattimento di superficie, 35 sottomarini e 335 tra imbarcazioni di supporto e mezzi da sbarco.
Oltre a pattugliare le acque di casa in tempo di pace, in caso di conflitto la Marina nordcoreana potrebbe organizzare una credibile attività di "guerriglia navale", ostacolando l'accesso alle sue zone costiere da parte delle unità nemiche anche mediante la posa di estesi sbarramenti di mine, e organizzando limitate azioni offensive del tipo "mordi-e-fuggi" con imbarcazioni veloci lanciamissili e lanciasiluri oppure con la sua cospicua flotta di sottomarini.
Da un punto di vista organizzativo la Marina, il cui quartier generale è situato a Pyongyang, è suddivisa in due flotte: la Flotta Orientale, con comando a T'oejo-dong e responsabile delle operazioni nel Mar del Giappone, dispone di basi principali situate a Najin e Wŏnsan e basi minori avanzate nei porti di Ch'aho, Ch'angjn, Mayangdo e Puam-ni; la Flotta Occidentale, con quartier generale a Namp'o e responsabile delle operazioni nel Mar Giallo, ha come basi principali Pip'a-got e Sagon-ni e basi minori avanzate a Ch'o-do e Tasa-ri. Le due flotte sono sostanzialmente autonome l'una dall'altra, visto che in caso di conflitto con Seul la conformazione geografica della Corea del Nord impedirebbe il trasferimento di unità da una flotta all'altra e il supporto reciproco; circa un 60% delle unità navali nordcoreane è dislocato nelle basi minori a poca distanza dal confine della Zona demilitarizzata coreana, disperso il più possibile per aumentarne le possibilità di sopravvivenza in caso di confronto con le superiori forze aeronavali sudcoreane e per essere pronto a lanciare attacchi di sorpresa anche nelle prime ore di un conflitto.
La Marina nordcoreana controlla operativamente le batterie di artiglieria costiera ma non dispone di unità di aviazione navale né di un corpo di fanteria di marina dedicato, per quanto varie unità della Forza per Operazioni Speciali dell'Armata Popolare Coreana siano addestrate a condurre operazioni e incursioni anfibie.

## Unità in servizio
Una buona quantità delle imbarcazioni in servizio con la Marina nordcoreana è costituita da unità di progettazione sovietica o cinese, o loro copie prodotte localmente, risalenti all'epoca della guerra fredda. Tuttavia, l'industria locale è stata in grado (soprattutto in tempi recenti) di sviluppare propri progetti autonomi e di condurre un significativo sforzo di modernizzazione dei sistemi in uso; i cantieri navali nordcoreani si sono dimostrati in grado di assemblare in autonomia unità di superficie di taglia medio/piccola nonché battelli sottomarini oltre la categoria dei "sommergibili tascabili".
Tracciare un esatto organigramma delle forze navali nordcoreane è molto difficile: le fonti ufficiali sono pochissime, e le informazioni provengono in maggioranza da studi dei servizi informazioni stranieri e analisi delle foto satellitari. Gli effettivi numeri delle unità a disposizione, come pure l'effettiva operatività dei battelli in servizio, sono sconosciuti e per lo più oggetto di congetture; anche la stessa designazione e classificazione delle varie classi navali nordcoreane è operata da enti esterni, e spesso non corrisponde alle designazioni "ufficiali" del governo di Pyongyang.

### Navi da combattimento di superficie

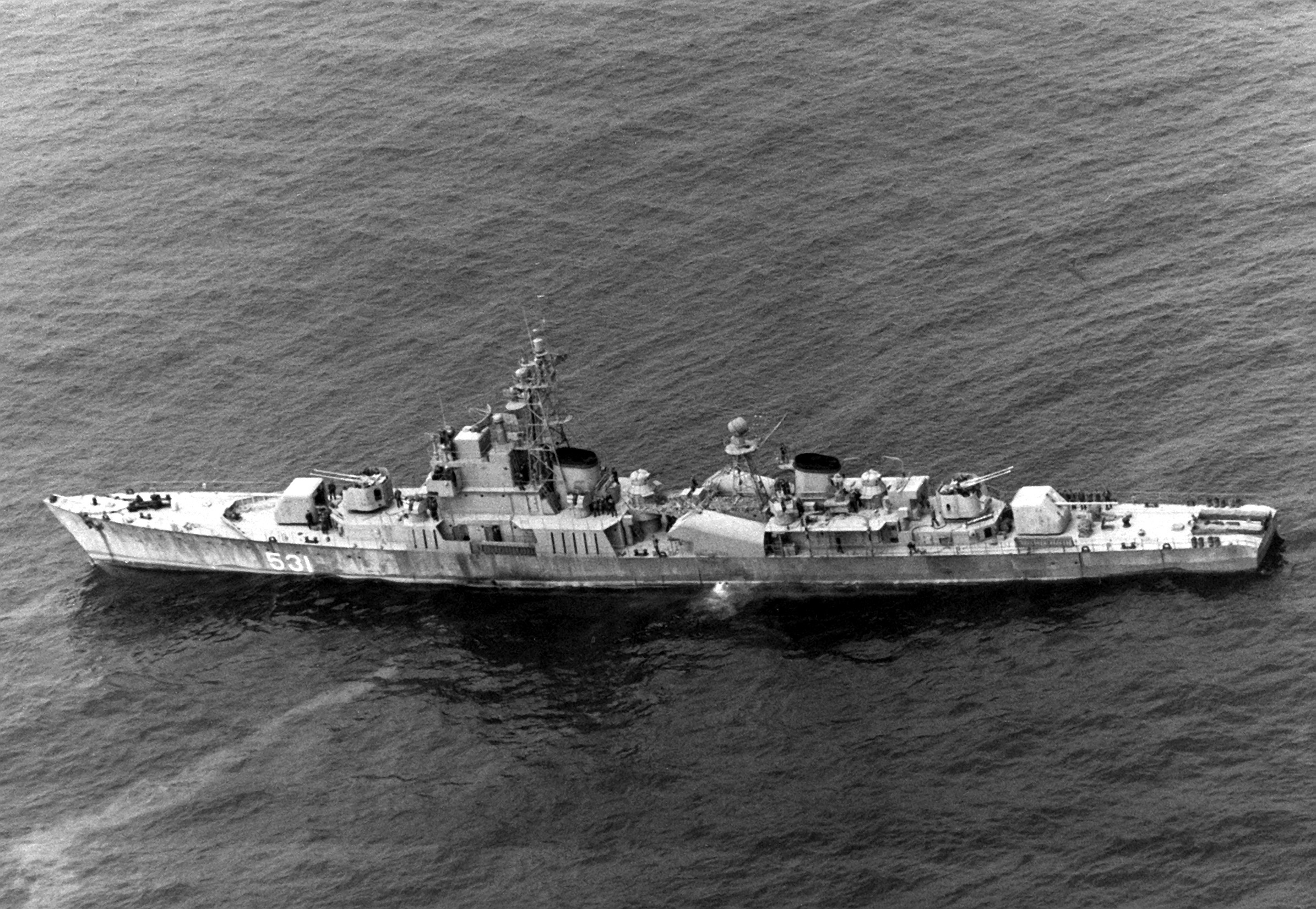
Una corvetta classe Najin fotografata nel 1993

Le unità di maggiori dimensioni della Marina nordcoreana sono le due corvette (o fregate leggere) della classe Najin, di produzione locale: varate negli anni 1970 e armate con le copie locali dei missili antinave sovietici P-15 o Kh-35, le unità sono assegnate a ognuna delle due flotte in funzione di navi ammiraglie, ma la loro operatività è ridotta anche in ragione di mai corretti difetti progettuali. Queste unità sono affiancate da due corvette classe Nampo, di costruzione più moderna (sono state varate tra il 2011 e il 2012) e dotate di un lungo ponte di volo per elicotteri che le rende specificamente idonee a ricoprire ruoli di lotta antisommergibile; risulta invece ormai ritirato dal servizio l'unico esemplare della classe Soho, un progetto sperimentale locale di fregata anti-sommergibili con scafo a catamarano. Tra il 2015 e il 2016 sono state poi completate due corvette lanciamissili della classe Amnok, dotate di una batteria di lanciatori per missili da crociera.
Il resto della flotta da combattimento di superficie è composta da unità leggere come motocannoniere missilistiche, motosiluranti e cannoniere. La Marina nordcoreana allinea ancora tra le 30 e le 50 motomissilistiche classe Osa e classe Komar di epoca sovietica (o loro copie prodotte localmente) equipaggiate con missili antinave Kumsong (la copia nordcoreana del russo Kh-35); di più moderna costruzione sono le unità veloci classe Nongo, piccole imbarcazioni da 200 tonnellate di dislocamento e dotate di linee di scafo a bassa rilevabilità radar, realizzate sia in variante cannoniera con armamento di artiglieria che in variante motomissilistica equipaggiate con lanciatori per missili Kumsong. Le motosiluranti comprendono varie decine di vecchie classe P6 di epoca sovietica (prodotte anche localmente) e di più moderne classe Kusong di concezione nordcoreana. La flottiglia di cannoniere e pattugliatori comprende svariate classi prodotte localmente, di cui le unità di maggiori dimensioni sono le tre-quattro classe Sariwon (basate sul progetto dei dragamine sovietici della classe Tral); sono in servizio anche alcune unità di progettazione cinese, come i pattugliatori/cacciasommergibili classe Hainan e le cannoniere classe Shanghai.

### Sottomarini e sommergibili tascabili
La componente sommergibilistica nordcoreana annovera ancora una ventina di sottomarini d'attacco a propulsione convenzionale diesel-elettrica della classe Romeo risalenti all'epoca della guerra fredda, nella loro variante Type 033 prodotta in Cina e assemblata anche localmente; l'effettiva operatività di questi obsoleti battelli non è chiara, ma almeno una parte di queste unità è stata interessata negli anni 2010 da un programma di ammodernamento su cui però vi sono scarsissime informazioni. I quattro ancora più vecchi sottomarini classe Whiskey forniti un tempo dai sovietici risultano ormai quasi sicuramente ritirati dal servizio.
I cantieri nordcoreani hanno prodotto vari esemplari di sommergibili tascabili e sottomarini d'attacco di piccole dimensioni. Nella prima categoria rientrano le unità della classe Yugo e le più moderne classe Yono, prodotte in una quarantina di esemplari: benché destinati primariamente all'infiltrazione di incursori, questi minisommergibili sono armati anche con due tubi lanciasiluri da 533 mm che li rendono idonei a missioni di attacco in acque costiere; un battello classe Yono è indicato come il responsabile del siluramento della corvetta sudcoreana Cheonan. Di maggiori dimensioni sono i circa venti battelli classe Sang-o, prodotti sia in una variante disarmata per il trasporto di incursori che in una equipaggiata con quattro tubi lanciasiluri da 533 mm per operare come unità d'attacco in zone costiere.
Un progetto dalle implicazioni strategiche importanti è quello dei battelli classe Korae (o Gorae), primi sottomarini lanciamissili balistici prodotti in Corea del Nord la cui unità capofila è stata consegnata nel luglio 2014; il progetto sembra in gran parte basato su quello delle unità classe Golf di epoca sovietica, una delle quali fu acquistata dalla Russia negli anni 1990. L'unico Korae in servizio è stato intensamente impegnato nelle sperimentazioni del nuovo missile balistico lanciabile da sottomarino KN-11 di produzione nazionale: equipaggiabile con una testata atomica, il missile conferirebbe a Pyongyang una seppur minima capacità di sferrare un secondo colpo nucleare in caso di conflitto su vasta scala.

### Unità anfibie e ausiliarie

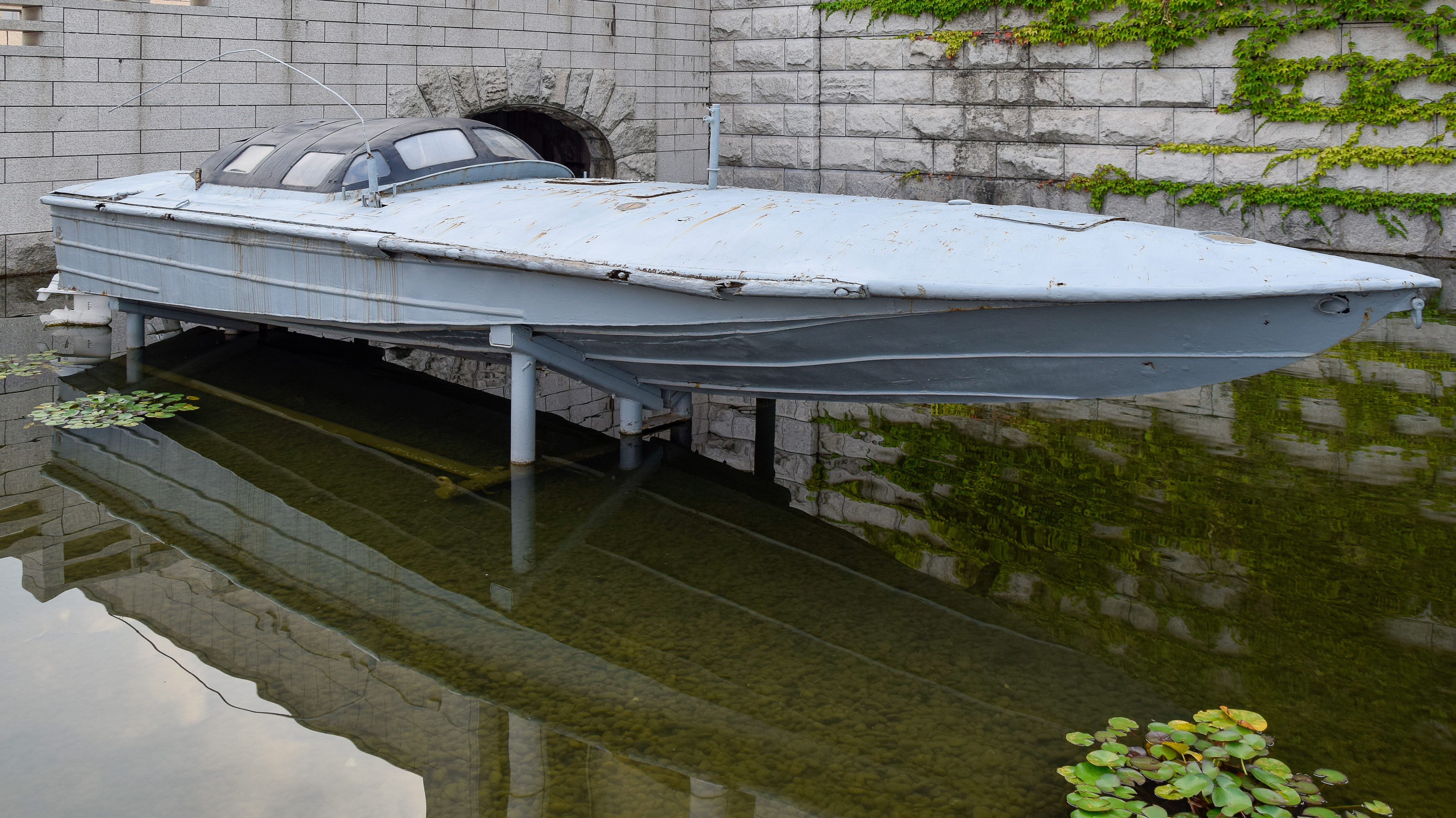
Un battello semi-sommergibile da incursione nordcoreano catturato dalle forze sudcoreane durante un tentativo di infiltrazione nel 1983

Oltre ai minisommergibili, le forze speciali nordcoreane dispongono di una vasta serie di unità di superficie e semi-sommergibili per condurre operazioni anfibie, per la maggior parte di concezione nazionale. La lista comprende alcune decine di mezzi da sbarco convenzionali tipo LCU classe Hantae e classe Hanchon, e tipo LCM classe Hungman, ma anche unità veloci leggere per il trasporto di piccoli gruppi di incursori: queste comprendono quasi duecento esemplari delle classi Nampo, Chaho e Chong Jin, realizzate anche in versioni rivolte al combattimento e dotate di armamento d'artiglieria o siluri. Sempre per il trasporto truppe sono disponibili 130-150 aliscafi d'assalto classe Kongbang prodotti di recente, mentre gli incursori possono avvalersi di alcune decine di mezzi semi-sommergibili (piccole imbarcazioni di superficie che possono immergersi in acque basse una volta giunte in vista dell'obiettivo) classe Taedong, prodotti anche in una variante silurante.
La componente navale per la guerra di mine si affida a una ventina di piccoli dragamine classe Yukto, per quanto la maggior parte delle unità leggere di superficie e dei sottomarini possa operare nel ruolo di posamine; a questo scopo possono poi essere impiegate alcune navi civili. La componente di navi ausiliarie militari propriamente dette è piuttosto ridotta, con l'unità maggiore rappresentata dall'unico esemplare della classe Kowan di navi di salvataggio per sottomarini; una decina di mercantili civili, tuttavia, opera permanentemente sotto la direzione del ministero della difesa nordcoreano ed è impiegabile in ruoli di supporto.

### Difese costiere
La difesa delle coste è responsabilità diretta della Marina, la quale schiera allo scopo diverse batterie equipaggiate con lanciatori terrestri per missili antinave oppure con artiglieria convenzionale. Nel primo caso sono impiegati missili di progettazione sovietica come gli S-2 Sopka (la versione terrestre del missile aria-superficie KS-1 Kometa) e i più moderni missili cinesi Silkworm (prodotti anche localmente come KN-1), accreditati di una gittata di 80-95 chilometri; l'artiglieria costiera comprende vari sistemi in calibro 122 mm, 130 mm e 152 mm.